# Юсупов, Николай Борисович (младший)
Князь Никола́й Бори́сович Юсу́пов—младший (1827, Санкт-Петербург — 1891, Баден-Баден) — один из богатейших помещиков Российской империи, коллекционер, музыкант-любитель, благотворитель. Действительный статский советник (1864), гофмейстер (1875). Последний представитель мужской линии рода князей Юсуповых.

## Биография
Родился 12 (24) октября 1827 года в семье князя Бориса Николаевича Юсупова и его второй супруги Зинаиды Ивановны, урождённой Нарышкиной. Имя своё новорожденный по юсуповской традиции получил в честь деда, князя Николая Борисовича Юсупова, который 20 октября 1827 года писал: «Сего октября, 12-го числа, супруга жительствующего в Санкт-Петербурге сына моего князя Бориса Николаевича княгиня Зинаида Ивановна благополучно разрешилась от бремени рождением их сына, а мне внука, князя Николая Борисовича…». По случаю был отслужен благодарственный молебен в имениях Юсуповых. Крещён 13 ноября 1827 года в Никольском морском соборе,  крестил его император Николай I и бабушка княгиня Т. В. Юсупова.
Среди предметов, которым Николая Борисовича обучали в детстве, особое внимание уделялось рисованию и музыке. Князь Борис писал сыну:
На первых порах, кроме меня и Вашей матушки, которые пекутся только о Вашем счастье, пусть скрипка и кисть станут Вашими друзьями — эти не предадут.

Юсупов прекрасно снимал копии с картин, в том числе с собственного портрета работы Кристины Робертсон, из самостоятельных произведений в описях «юсуповского собрания» числились два портрета: полковника А. Д. Ольшевского и П. Н. Волкова. В течение всей жизни Николай Борисович интересовался музыкой, прекрасно играл на скрипке. Он брал уроки у бельгийского скрипача и композитора Анри Франсуа Жозефа Вьётана (1820—1881), сочинял музыкальные произведения для скрипки и фортепьяно, которые издавались в России и за рубежом, а также был автором книг о музыке. Юсупов числился почётным членом Римской музыкальной академии и Парижской консерватории, членом Филармонической академии Болоньи. 

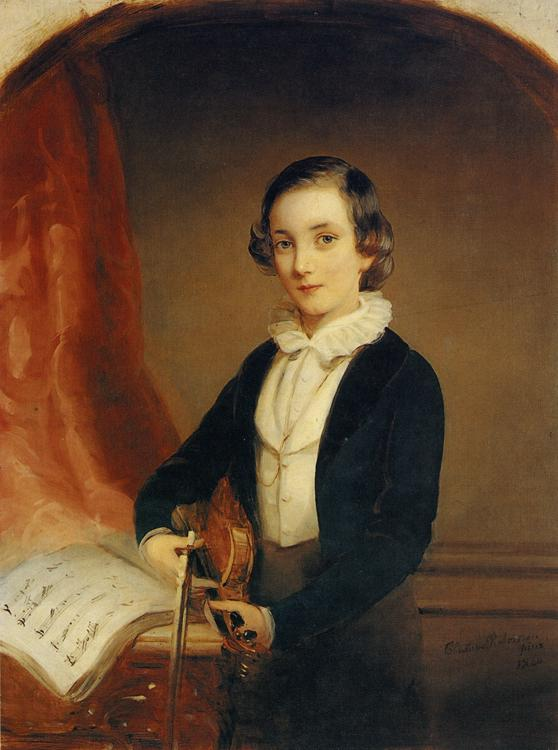
К. Робертсон изобразила 12-летнего князя со скрипкой и нотами

В 1849 году скончался Борис Николаевич, и молодой Юсупов унаследовал всё немалое семейное состояние. В следующем году он окончил юридический факультет Петербургского университета и был причислен ко II отделению Собственной Его Императорского Величества Канцелярии сверх штата в чине коллежского секретаря. В марте 1852 года, попав в немилость у императора, был переведён на Кавказ в канцелярию наместника князя М. С. Воронцова, а в следующем году получил назначение в Ригу состоять при генерал-губернаторе А. А. Суворове.
Испросив в 1854 году отпуск, Николай Борисович провёл несколько месяцев в Европе, посвятив свободное время занятиям музыкой, посещению картинных галерей и мастерских художников. Вскоре Юсупов поступил на дипломатическую службу и 1 марта 1856 года был причислен к русской миссии в Баварии. В июне того же года князь был вынужден на короткое время вернуться в Россию, чтобы исполнить должность церемониймейстера на коронации Александра II, а уже в июле был направлен сверх штата в русское посольство в Париже, где находился до 24 февраля 1858 года, после чего оставил службу.
С 14 февраля 1862 года занимал шесть лет должность помощника директора Петербургской публичной библиотеки, где собирал материалы по истории своего рода, которые опубликовал в Петербурге в 1866 году. Впрочем, большую часть времени супруги Юсуповы проводили за границей «для поправления здоровья и по семейным обстоятельствам». В 1868—1869 годах Юсупов избирался почётным мировым судьёй Звенигородского, а в 1880-е годы — Шлиссельбургского уездов.
В 1879 году Николай Борисович потерял супругу Татьяну Александровну, скончавшуюся на пятьдесят первом году жизни. Через девять лет случилась новая трагедия: во время эпидемии тифа умерла двадцатидвухлетняя дочь Татьяна. Не имея сына-наследника, князь оставался последним представителем в роде Юсуповых, который с его смертью пресекался по прямой мужской линии. В октябре 1884 года Юсупов был вынужден обратиться с прошением о передаче фамилии, титула и герба мужу своей дочери, графу Феликсу Сумарокову-Эльстону. 15 октября 1884 года оно было утверждено Департаментом Герольдии Правительствующего Сената с условием исполнения лишь после смерти Николая Борисовича.
Скончался 19 (31) июля 1891 года от разрыва сердца в Баден-Бадене и был похоронен на Никольском кладбище Александро-Невской лавры.

## Коллекционирование

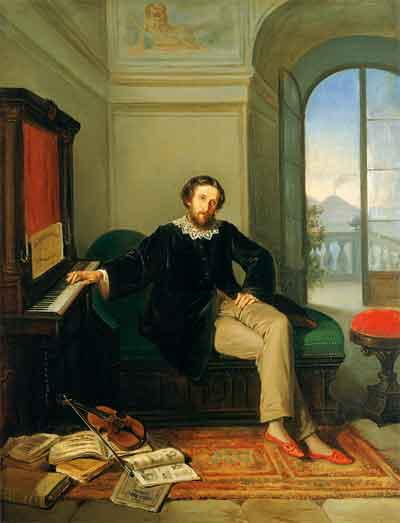
Портрет Юсупова работы Винченцо Петрочелли, ок. 1850.

Юсупов-младший был страстным коллекционером. Огромное состояние позволяло не ограничивать себя одним направлением.
Юсупову принадлежала одна из богатейший коллекций драгоценностей, включавшая жемчужину Пеллегрина. Его внук, князь Феликс, писал: «Витрины его рабочего кабинета содержали солидную коллекцию табакерок, ваз горного хрусталя, наполненных драгоценными камнями, и другие дорогие безделушки. От своей бабки, княгини Татьяны, он унаследовал страсть к драгоценностям. С собой он всегда носил замшевый кошелек, наполненный неоправленными камнями, которые он любил перебирать, заставляя любоваться ими своих друзей».
Увлечение музыкой привело к тому, что во дворце на Мойке располагалась коллекция музыкальных инструментов, включавшая рояли немецкого и французского производства, пианино, арфу, пианолы, фисгармонии и механические орга́ны. Основную ценность коллекции придавали около 20 скрипок европейских мастеров XVI—XIX веков, включая Амати, Гварнери и Страдивари. Коллекцию нот, хранившихся в роде Юсуповых ещё с XVIII века, князь дополнил новыми приобретениями. В настоящий момент часть её, включающая триста томов-конвалютов, передана в Российскую национальную библиотеку.
Привезя в 1858 году из Европы фотографический аппарат, Юсупов и вся семья «заразились» фотографированием, что позволило сформировать коллекцию фотографий, исполненных как на любительском, так и профессиональном уровне, включая работы С. М. Левицкого, К. Бергамаско, К. Буллы и других.
Феликс Юсупов отмечал: «Дед страстно любил искусство и всю жизнь покровительствовал художникам», результатом чего стала коллекция автографов, писем, литографий и фотографий с автографами деятелей литературы и искусства середины XIX века, включая скрипачей К. Л. де Берье и Ш.Берио, певицу Полину Виардо, композитора И. Гаумана и многих других.

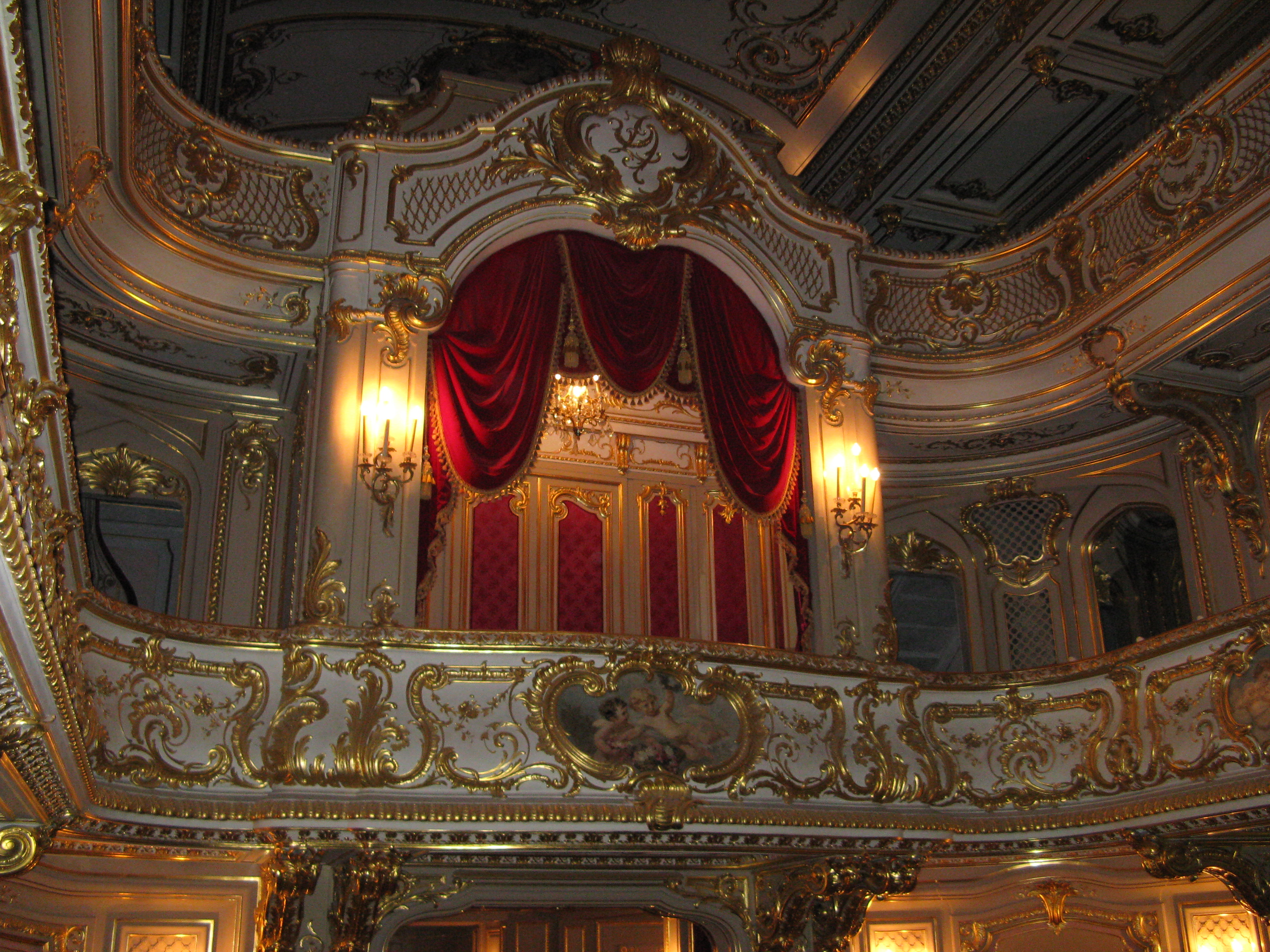
Для музыкальных представлений Н. Б. Юсупов в конце 1850-х гг. оформил в духе елизаветинского барокко домашний театр во дворце на Мойке.

Однако главной жемчужиной Юсуповых оставалась коллекция живописи, унаследованная главным образом от деда, частью от матери. Во время путешествий за границу Юсупов покупал работы современных авторов и небольшие картины старых голландских и фламандских мастеров. Регулярно он общался и с торговцами картинами, присылавшими товар в Петербург. Коллекция Юсуповых была одной из крупнейших в России того времени, но, в отличие от других коллекций (А. Г. Кушелева-Безбородко, С. М. Третьякова, А. П. Боголюбова), никогда не была открыта для посещения публики.
После революции все дворцы и коллекции были национализированы. Во дворце на Мойке в 1919 году был открыт музей. После его закрытия в 1925 году коллекция была расформирована: из 1070 работ, числившихся по описи, 614 картин поступили в Государственный музейный фонд. Отсюда часть из них была передана в Эрмитаж и Русский музей, а также в музеи по всей стране. Часть картин продана как внутри страны, так и за рубеж; судьба многих до сих пор не известна.

## Благотворительная деятельность
Князь Николай Борисович с юношеских лет занимался благотворительностью, продолжая традиции своих предков и следуя наставлению отца.
Оставайтесь всегда, мой дорогой друг, благородным человеком, свято выполняйте свои обязанности. Будьте человеком, поведение которого и вся деятельность могли бы приводить только к хорошему — и Вы будете утешением и гордостью родителей.
Ещё обучаясь в Петербургском университете, он учредил две стипендии по русской словесности и русской истории в память об отце.
В 1854 году, в начале Крымской войны, Юсупов выделил деньги на снаряжение двух батальонов пехоты, за что был награждён орденом Св. Владимира 4-й степени и удостоен звания камер-юнкера. Сообщая об этом, князь отметил: «Этот рескрипт меня тронул, но ранг камер-юнкера я воспринял как оскорбление.»

Состоя на службе в библиотеке, Николай Борисович регулярно жертвовал средства на её нужды. При его участии был издан «Систематический каталог книг на русском языке Императорской публичной библиотеки по части правоведения, политических и статистических наук.» 
С началом русско-турецкой войны на средства князя был снаряжён санитарный поезд, перевозивший раненных солдат в тыл для лечения.
Князь Юсупов состоял попечителем Александро-Мариинского училища глухонемых и Совета заведений общественного призрения (с 1881), членом Петербургского совета заведений общественного призрения, почётным членом Демидовского дома призрения трудящихся и Общества Красного Креста, почётным опекуном Опекунского совета учреждений императрицы Марии Фёдоровны (с 1876).

## Брак и дети
В начале 1852 года Николай Борисович увлёкся графиней Татьяной Александровной Рибопьер (1828—1879). Девушка приходилась князю сводной кузиной. Её мать, графиня Екатерина Михайловна, была единоутробной сестрой князя Бориса Николаевича Юсупова и дочерью Татьяны Васильевны Энгельгардт от её первого брака с Михаилом Потёмкиным. По канонам православной церкви подобный брак считался недозволенным из-за запрещённой степени родства. Против выступала и мать Николая Борисовича. Дело дошло до императора Николая I. 25 марта 1852 года Л. В. Дубельт записал в дневнике:
Дошло до сведения Государя Императора, что князь Юсупов, влюбленный в свою двоюродную сестру, дочь Рибопьера, хотел похитить её и тайно жениться на ней. Его Величество, желая предупредить несчастие как для Юсупова, так и для девицы Рибопьер, повелел арестовать его и немедленно отправить на службу в Тифлис. Князю Юсупову намерены были способствовать в похищении девицы Рибопьер князь Гагарин и Воейков.
Этот роман активно обсуждался в свете, причём царское вмешательство не нашло в нём поддержки: «Насчет отправления в Тифлис князя Юсупова носятся неблагоприятные толки: какое-де дело правительству вмешиваться в семейные дела!»
Однако граф Рибопьер поддержал этот союз и даже предложил, чтобы в случае официального непризнания дети от этого брака носили бы фамилию Рибопьеров. Он пытался выяснить имя доносчика, и, «когда княгиня ему в этом отказала, то он грозил ей кулаками, кричал, что он член Государственного совета, что он в голубой ленте, что ежедневно бывает с Государем и с Государыней и что наделает ей много вреда». Зинаида Ивановна подозревала родственника в заговоре, опасаясь, что узнав имя предателя, князь Николай Борисович вызовет последнего на дуэль. В случае же гибели князя «его огромного имения досталось бы 11 тысяч душ князьям Голицыным, 11 тысяч душ Потемкину, а 22 тысячи душ Рибопьеру. Прекрасный расчет, ежели подозрение княгини Юсуповой основательно.»
Лишь в 1856 году влюблённые смогли тайно обвенчаться. В Святейшем синоде было возбуждено дело о незаконном венчании, прекращённое благодаря императору Александру II, который повелел «оставить супругов в браке без разлучения». Татьяна Александровна имела слабое здоровье и большую часть времени проводила на водах в Швейцарии, где Юсуповым принадлежала вилла на озере Леман, названная в её честь «Татьяниа».
У супругов родилось трое детей:
- Зинаида (1861—1939), наследница состояния и титула Юсуповых; с 1882 года супруга графа Феликса Феликсовича Сумарокова-Эльстона (1856—1928);
- Борис (07.03.1863 — 10.05.1863)[10];
- Татьяна (14.02.1866—27.06.1888), родилась в Женеве[11], фрейлина двора (05.06.1883), скончалась от тифа.

## Награды
Юсупов был награждён: орденами Святого Владимира, Святого Станислава 1 и 2 степени, баварским орденом Святого Михаила (командорский крест), пармским константиновским орденом Св. Георгия, персидским Льва и Солнца 2-й степени.

## Сочинения
- Luthomonographie historique et raisonnee (Брюссель, 1856);
- La Question du Jour en Russie e’clairee par des faits historiques par L.P.N.J. (Berlin, 1861);
- «История музыки в России. 1-я часть — Церковная музыка» (Histoire de la Musique en Russie… (Paris, 1862);
- О роде князей Юсуповых… Ч. 1—2. (СПб., 1866-67);
- Проект устройства низших и высших школ в России на новых основаниях (Франкфурт н/М, 1879);
- Записка… на открытие конкурса с премией по составлению истории Императора Александра II (Франкфурт-на-Майне, 1881);
- Таинственный отблеск небесного царства (М., 1882; 3-е изд. СПб., 1887);
- Духовная жизнь: Апологет, изложение (СПб., 1883);
- Нечто об исповеди и истолковании Евангелия графа Л. Толстого (СПб., 1883);
- Пророческие признаки: Религ. и нравственные выводы (СПб., 1883);
- И. С. Тургенев: Размышления и выводы кн. Юсупова— Санкт-Петербург; Берлин: [тип. П. Станкевича], 1883 (Берлин). — 38 с.
- Светлая страница жизни (СПб., 1884)[12].